# Iglesia de Santa Maria dell'Ammiraglio
La iglesia de Santa Maria dell'Ammiraglio, sede de la parroquia de San Nicolò dei Greci alla Martorana (klisha y Shën Kollit së Arbëreshëvet te Marturana en albanés) y conocida como Martorana, se encuentra en el centro histórico de Palermo en Sicilia, sur de Italia. Adyacente a la iglesia de San Cataldo, tiene vistas a la Piazza Bellini donde flanquea el Teatro del mismo nombre y se enfrenta a la iglesia de Santa Caterina d'Alessandria y al alzado trasero del Palazzo Pretorio.
La iglesia pertenece a la eparquía de Piana degli Albanesi, una diócesis que incluye históricamente las comunidades albanesas en Sicilia, y es un distrito de la Iglesia católica italo-albanesa. Concatedral de esta comunidad, en esa se oficia la liturgia por los italo-albaneses residentes en la ciudad según el propio rito bizantino (o rito griego) en la lengua griega Koiné o la lengua albanesa. La comunidad es parte de la Iglesia Católica, pero sigue el rito y las tradiciones espirituales que son en gran parte comunes a la Iglesia Ortodoxa.
La Iglesia es testimonio de la cultura religiosa y artística oriental todavía presente en Italia hoy, además de los exiliados albaneses que se refugiaron en el sur de Italia y Sicilia desde el siglo XV bajo la presión de las persecuciones turcas en Albania, en Epiro y en los Balcanes en general. Esta última influencia ha dejado huellas notables en la pintura de iconos, en el rito religioso, en el idioma de la parroquia, en los trajes tradicionales propios de algunas colonias albanesas de la provincia de Palermo.
Edificio bizantino y normando de la Edad Media con torre de fachada, se caracteriza por la multiplicidad de estilos que se encuentran, ya que, con la sucesión de los siglos, se enriqueció con varios otros gustos artísticos, arquitectónicos y culturales. Hoy es de hecho un monumento histórico-eclesiástico, resultado de múltiples transformaciones y también sujeto a protección nacional.
Desde el 3 de julio de 2015 es parte del Patrimonio de la Humanidad (Unesco) como parte del "Itinerario árabe-normando de Palermo, Cefalù y Monreale".

## Liturgia y rito
Los ritos litúrgicos, bodas, bautizos y fiestas religiosas de la parroquia de San Nicolò dei Greci siguen el calendario bizantino y la tradición albanesa de las comunidades de la Eparquía de Piana degli Albanesi.
Los idiomas litúrgicos de la parroquia son el koiné (como es tradicional en las iglesias orientales) y el albanés (el idioma de los fieles italo-albaneses, los arbëreshë). Aquí no es raro escuchar a sacerdotes (papàs en italiano y prifterinjt en albanés) y fieles hablar habitualmente en albanés (arbërisht), el idioma, de hecho, es el principal elemento que los identifica en una determinada filiación étnica. Algunas jóvenes de Piana degli Albanesi se casan con el rico vestido de novia de la tradición albanesa y la ceremonia de matrimonio (martesa) conserva todos los elementos de la tradición oriental.
Una fiesta religiosa particular para la población de los arbëreshët es la Teofanía o Bendición de las aguas el 6 de enero (Ujët e pagëzuam); la fiesta más importante es la Pascua (Pashkët), con los ritos orientales altamente espirituales de la Semana Santa (Java e Madhe) y el canto de Christos anesti-Krishti u ngjall (Cristo ha resucitado). El 6 de diciembre es la fiesta de San Nicolás de Mira (Dita e Shën Kollit).